# 10476 Los Molinos
10476 Los Molinos este o planetă minoră (asteroid), cu un diametru de 2,853 km, din centura de asteroizi. A fost descoperită pe 2 martie 1981 la Observatorul Siding Spring de Schelte J. Bus și a fost numită după Observatorio Astronómico Los Molinos⁠(d). 
Obiectul prezintă o orbită caracterizată de o semiaxă mare de 2,3171409 UAi, o excentricitate de 0,26, o înclinație de 9,44792 ° în raport cu ecliptica.